# Nicolas Bonis
Pour les articles homonymes, voir Bonis.
Nicolas Bonis est un footballeur français né le 30 août 1981 à Wissembourg. Il évolue au poste de gardien de but.

## Biographie
Nicolas Bonis commence sa carrière au Racing Club de Strasbourg. Il joue son premier match de Ligue 1 le 31 août 2002 lors du match nul 2-2 contre le LOSC.
En 2005, en fin de contrat à Strasbourg, il s'expatrie en Espagne et signe en faveur du Pontevedra CF pour une saison. Dès le mois de décembre, le club lui propose une prolongation de contrat de 3 ans qu'il signe. Petit à petit, il s'adapte à un style de vie différent qu'il apprécie.
Il joue plus de 100 matchs avec Pontevedra en Segunda División B, participe à trois reprises aux barrages d’accession en Segunda A mais échoue à chaque fois sur la dernière marche.
Ses performances attirent l'œil du club d'Alavès et il signe en 2008 un contrat de 2 ans avec le club espagnol qui évolue en Segunda A. Il commence la saison comme remplaçant mais gagne sa place au bout d'une dizaine de matchs de championnats. Il joue 17 matchs mais dès l'arrivée en février 2009 du nouvel entraîneur, il n'entre pas dans ses plans. En fin de saison, le club est relégué en Segunda B, le club est en proie à de lourdes difficultés financières et le joueur est licencié du club en septembre. Il attaque, avec d'autres anciens joueurs d'Alavès, le club en justice. Libre de tout contrat hors des périodes de transfert, il ne peut pas retrouver de club et choisit alors de rentrer en Alsace pour s'entraîner avec son ancien club et continue, en parallèle, à passer le BE1 (Brevet d’État 1er degré)
En janvier 2010, il est finalement contacté par le club de Segunda B de l'AD Ceuta. Il joue 8 matchs et part du club après l'arrivée d'un nouveau gardien titulaire, Fock.

## Carrière
- 2002-2005 :  RC Strasbourg
- 2005-2008 :  Pontevedra CF
- 2008-2009 :  Deportivo Alavés
- 2010 :  AD Ceuta
- 2010-2013 :  Atlético Baleares[5]

## Statistiques
- 11 matchs en Ligue 1
- 17 matchs en Liga Adelante
- 83 matchs de CFA avec le RC Strasbourg B